# Aerorozvidka
Aerorozvidka est une unité militaire ukrainienne spécialisée dans l'usage de drones pour la reconnaissance aérienne et le bombardement aérien. Fondée en mai 2014, elle fait partie de l'armée de terre ukrainienne et est particulièrement active pendant l'invasion de l'Ukraine par la Russie.

## Histoire
L'unité est formée en 2014 à la suite de l'Euromaïdan. Elle intègre les forces armées ukrainiennes en 2015. Elle est dissoute en 2019 puis reformée en urgence en octobre 2021 devant l'imminence de l'invasion russe.

## Mode d'action
L'unité compte une cinquantaine d'escouades en mars 2022. Ses attaques ont lieu la nuit lorsque les unités russes sont immobiles.